# ミクリガ池
ミクリガ池（ミクリガいけ）は、富山県中新川郡立山町の標高2,405 mに位置する池。平仮名で「みくりが池」とも表記されるが、国土地理院の地形図や当地の看板などでは片仮名で「ミクリガ池」と表記されている。

## 概要
室堂駅から西北方に500mほどのところにあり、室堂で最大・最深の池である。面積は約30,000m2、池の深さは15m、池の周囲の長さは631m。池の北西の畔の標高2,430m地点には、日本最高所の温泉宿であるみくりが池温泉がある。春山の残雪期には完全に氷結しており、夏山シーズンに入っても結氷が見られることもある。秋山の紅葉の時期には、立山三山の三段紅葉を水面に映す景勝地となる。立山火山の火口湖であり、周辺にはミドリガ池やリンドウ池、血の池などの火口湖群が点在する。1984年（昭和59年）6月15日に、国立公園（中部山岳国立公園）の汚廃水の排出の規制に係る湖沼の第2種特別地域に指定された。
立山信仰の中では、ミクリガ池は立山地獄の中の「八寒地獄」であるとされた。その反面、「ミクリ」という名は「御厨」と書き、「神の厨房」という意味を持っていた。この池の水が立山権現に捧げられ、この池の水を使って立山権現に捧げる料理が作られたのである。これも、剱岳などの場合と同様に、立山信仰の二面性を示す一例である。先に、修験道に基づく山岳信仰では聖地とされていた山や池といった景勝が、浄土信仰に付随する浄土と対極の地獄と関連付けられる中で、全く反対の位置づけをされたものと考えられている。池の水は山岳修験者の神水とされていた。
2025年（令和7年）、ツキノワグマが池を泳いでいる姿が撮影されており、富山県警察は登山者に注意を呼びかけた。

## 伝説
越前国（現在の福井県の一部）の小山法師と伝えられる修行僧が地獄谷を巡ったあとでこの池を見て、「この池は越前の百姓の種付け池（ため池）程度のものだ」と嘲笑った。これを室堂の僧の延命坊が聞き、非常に怒って、「種付け池とおっしゃるなら、この冷たい水に入り、泳ぐことぐらいは平気でしょうな」と言うと、法師は懐剣を咥えてゆっくりと抜き手を切って一周して見せたうえで「思いがけず涼が取れ、お礼の言葉もない」と笑った。延命坊は「越前では種付け池に剣を咥えて入られるのか」とからかうと、法師は剣を捨て再び池に飛び込んだ。しかし、三周したところで神の怒りに触れ、湖水に吸い込まれて沈んでしまったので、それまで「御厨ガ池」と書いていたのを、「三繰ガ池」とも書くようになったと伝えられる。

## 周辺
立山黒部アルペンルートの立山黒部貫光室堂駅から、地獄谷や他のミクリガ池を巡る遊歩道が整備されている。周辺はハイマツ帯で、ライチョウの生息地となっている。周辺にはホテル立山、みくりが池温泉、室堂山荘などの宿泊施設と山小屋がある。

## ミクリガ池の風景
| 残雪に覆われる5月 | 全景 | ミクリガ池に映る立山 | 立山から・左上の湖 |